# Pheidochloa
Pheidochloa är ett släkte av gräs. Pheidochloa ingår i familjen gräs.
Kladogram enligt Catalogue of Life:
| Pheidochloa | \| \| Pheidochloa gracilis \| \| \| \| \| \| Pheidochloa vulpioides \| \| \| \| |
|             | \| \| Pheidochloa gracilis \| \| \| \| \| \| Pheidochloa vulpioides \| \| \| \| |
|             | Pheidochloa gracilis                                                            |
|             |                                                                                 |
|             | Pheidochloa vulpioides                                                          |
|             |                                                                                 |